# تپه قیز قلعه سی
تپه قیز قلعه سی مربوط به دوره ساسانیان - سده‌های اولیه دوران‌های تاریخی پس از اسلام است و در شهرستان مشگین‌شهر استان اردبیل، بخش مشکین شرقی، دهستان نقدی، روستای نقدی سفلی واقع شده و این اثر در تاریخ ۲۷ آبان ۱۳۸۶ با شمارهٔ ثبت ۲۰۲۹۰ به‌عنوان یکی از آثار ملی ایران به ثبت رسیده است.